# ISO 27799
Die internationale Norm ISO 27799 Medizinische Informatik – Sicherheitsmanagement im Gesundheitswesen bei Verwendung der ISO/IEC 27002 spezifiziert die Anforderungen an ein Informationssicherheits-Managementsystem im Gesundheitswesen. Sie geht dabei als Scopespezialisierung auf die Besonderheiten im Gesundheitswesen ein, die in der allgemein gehaltenen Normenreihe ISO 27000 nicht betrachtet werden, und stellt im Gegensatz zu ihrer Mutternorm akzentuiert Muss- anstelle von Soll-Kriterien, so insbesondere im Bereich der Vertraulichkeit der Daten behandelter Personen.
Die Norm ist in Deutschland als DIN-Norm DIN EN ISO 27799 veröffentlicht.

## Gliederung der Norm
Die Norm ist wie folgt gegliedert
- Inhalt
- Vorwort
- Einleitung

1. Anwendungsbereich
2. Normative Verweisungen
3. Begriffe
4. Abkürzungen
5. Sicherheit von Gesundheitsinformationen
6. Praktischer Arbeitsplan für die Umsetzung der ISO/IEC 27002
7. Folgerungen aus ISO/IEC 27002 für die Gesundheitsversorgung

- Anhang A (informativ) Bedrohungen der Sicherheit von Gesundheitsinformationen
- Anhang B (informativ) Aufgaben und zugehörige Dokumente des Informationssicherheits-Managementsystems